# Возлюбленная Фацио
«Возлюбленная Фацио» (также «Аурелия») — картина английского художника-прерафаэлита Данте Габриэля Россетти, созданная в 1863 году. На данный момент картина находится в собрании галереи Тейт.
Картина продолжает серию чувственных рыжеволосых женских образов Россетти начатых в 1860-х годах с «Bocca Baciata». Название произведения — отсылка к творчеству итальянского поэта XIV века Фацио дельи Уберти, которого Россетти переводил на английский язык. В изображении нашли отражение мельчайшие детали одного из стихотворений Фацио, описывающей возлюбленную лирического героя, включая кольцо, надетое на палец героини. Стихотворение затрагивает тему опасной женской красоты, перед которой не могут устоять мужчины, таким образом, Россетти вновь обращается к типажу роковой женщины. В 1869 году художник решил переименовать картину, назвав её «Аурелия», делая отсылку к золотым волосам героини (лат. Aurelii — «золотой»), также он не желал, чтобы картина ассоциировалась только с Венецией и итальянским искусством. Строки Фацио тогда же были убраны с рамы картины. Также название «Аурелия» является отсылкой к одноимённой новелле Жерара де Нерваля 1855 года, написанной в духе произведений, которыми вдохновлялся Россетти, в частности, стихотворения Данте Алигьери «Новая жизнь», которое, в свою очередь, служило источником сюжетов для картин в течение всей жизни Россетти. Купивший картину коллекционер Джордж Рэй пожелал оставить первое название.
Натурщицей для картины стала Фанни Корнфорт. Спустя десятилетие, в 1873 году картина подверглась переработке, но лицо Корнфорт осталось неизменным (на своих работах Россетти часто переписывал лицо Фанни Корнфорт, заменяя его на лицо Алексы Уайлдинг). При выборе цветов для картины Россетти отдаёт дань Тициану и венецианской живописи. Искусствовед Алистер Грив проводит параллели «Возлюбленной Фацио» с «Симфонией в белом № 2» Уистлера, также картину сравнивают с «Женщиной перед зеркалом» Тициана.

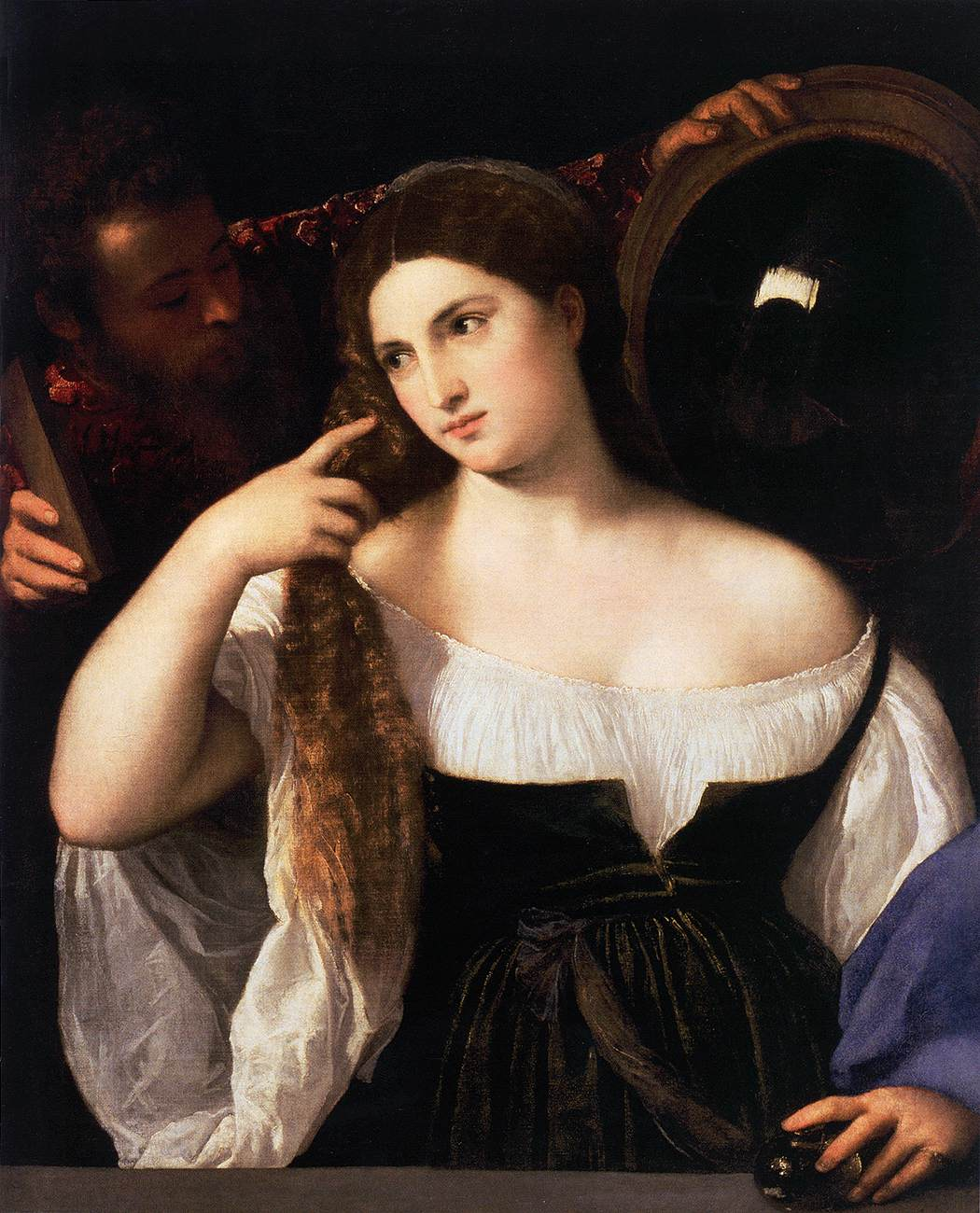
Тициан «Женщина перед зеркалом»
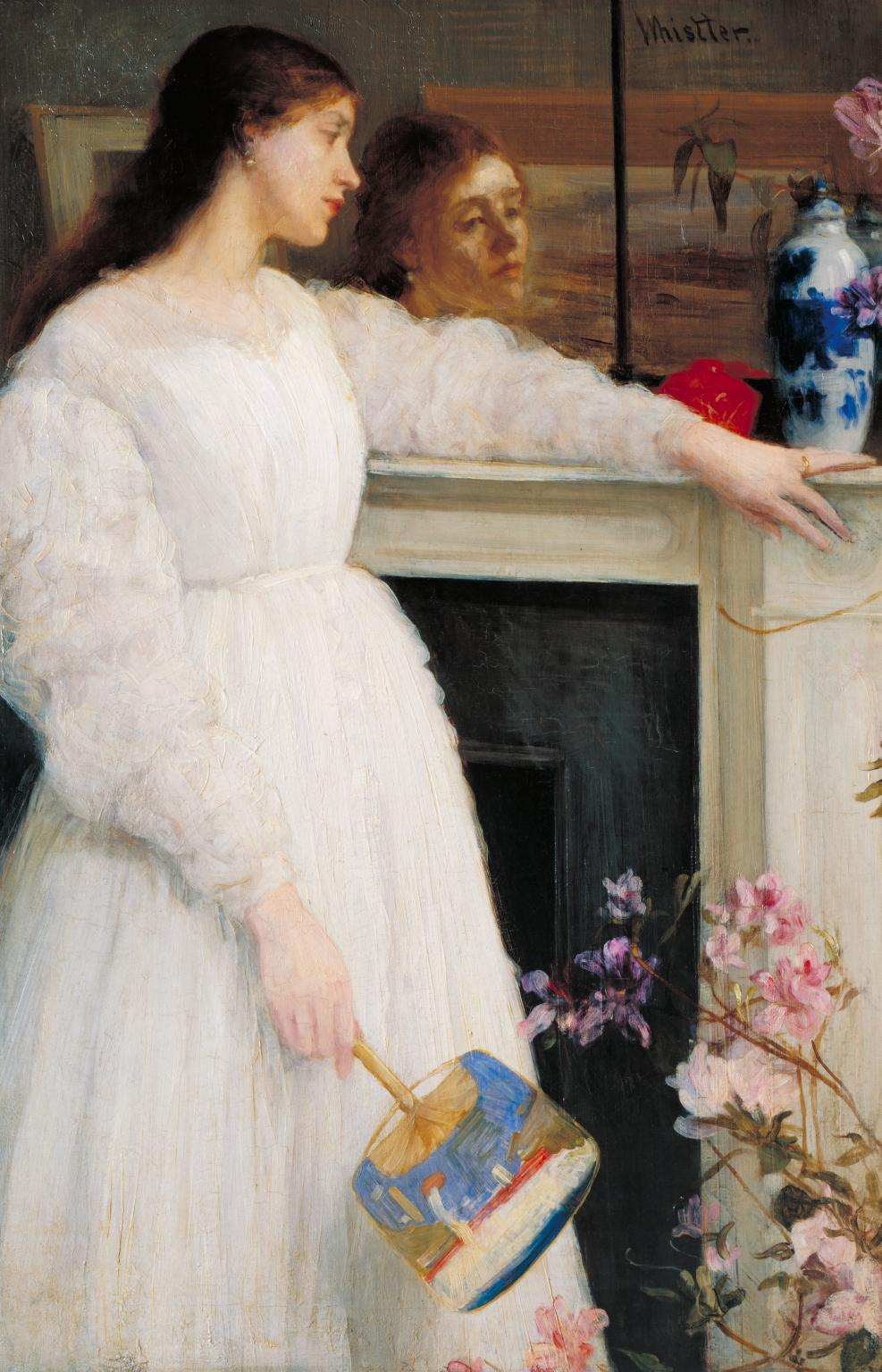
Джеймс Эббот Мак-Нейл Уистлер «Симфония в белом № 2»